# پیکره تک‌زبانه تهران
پیکره تک‌زبانه تهران یک پیکره فارسی در مقیاس بزرگ است که در دانشگاه تهران پدید آمده‌است. این پیکره بیش از ۲۵۰ میلیون واژه را شامل می‌شود و از پیکره همشهری و وبسایت ایسنا استخراج شده‌است.